# Liste der Bischöfe von Graz-Seckau

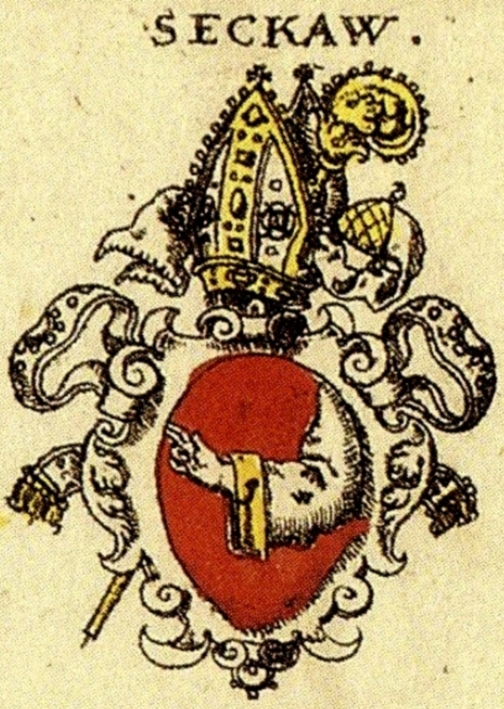
Wappen des Bistums Seckau nach Siebmachers Wappenbuch von 1605

Die folgenden Personen waren Bischöfe der Diözese Seckau, ab 1786 Graz-Seckau (Sitz in die Landeshauptstadt Graz verlegt):
- Karl I. von Friesach 1218–1230
- Heinrich I. 1231–1243
- Ulrich I. 1243–1268
- Wernhard von Marsbach 1268–1283
- Leopold I. 1283–1291
- Heinrich II. 1292–1297
- Ulrich II. von Paldau 1297–1308
- Friedrich I. von Mitterkirchen 1308–1317
- Wocho 1317–1334
- Heinrich III. von Burghausen 1334–1337
- Rudmar von Hader 1337–1355
- Ulrich III. von Weißenegg 1355–1372
- Augustin Münzmeister von Breisach 1372–1380
- Johann I. von Neuberg 1380–1399 (1372 als Gegenbischof)
- Friedrich II. von Perneck 1399–1414
- Sigmar von Holleneck 1414–1417
- Ulrich IV. von Albeck 1417–1431
- Konrad von Reisberg 1431–1443
- Georg I. Lembucher 1443–1446
- Friedrich III. Gren 1446–1452
- Georg II. Überacker 1452–1477
- Christoph I. von Trautmannsdorf 1477–1480
- Johann II. Serlinger 1480–1481
- Matthias Scheit 1482–1502
- Christoph II. von Zach 1502–1508
- Matthias Scheit 1508–1512
- Christoph III. Rauber 1512–1530 (Administrator) (seit 1508 Koadjutor)
- Georg III. von Tessing 1536–1541
- Christoph IV. von Lamberg 1541–1546 (seit 1537 Koadjutor)
- Johann III. von Malentein 1546–1550
- Philipp Renner 1551–1553 (Administrator)
- Petrus Percic 1553–1572
- Georg IV. Agricola 1572–1584
- Sigmund von Arzt 1584
- Martin Brenner 1585–1615
- Jakob I. Eberlein 1615–1633
- Johann IV. Markus von Altringen 1633–1664
- Max Gandolf von Kuenburg 1665–1670
- Wenzel Wilhelm Freiherr von Hofkirchen 1670–1679
- Johann V. Ernst Graf von Thun und Hohenstein 1679–1687
- Rudolf Joseph Graf von Thun und Hohenstein 1690–1702
- Franz Anton Adolph von Wagensperg 1702–1712
- Josef I. Dominikus Graf von Lamberg 1712–1723
- Karl II. Josef Graf Kuenburg 1723
- Leopold II. Anton Eleutherius Freiherr von Firmian 1724–1727
- Jakob II. Ernst von Liechtenstein-Kastelkorn 1728–1738

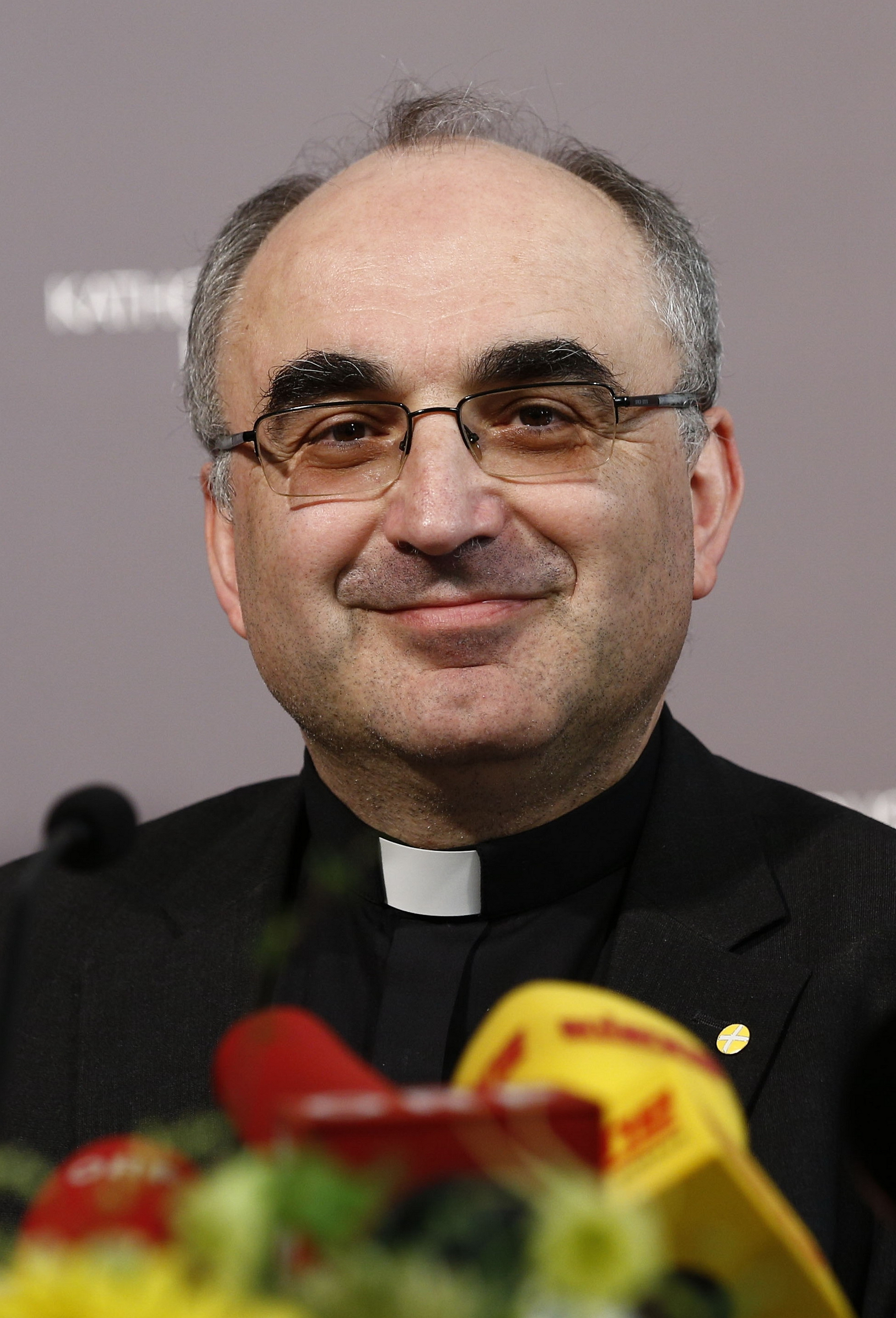
Diözesanbischof Wilhelm Krautwaschl 2015

- Leopold III. Ernst Graf Firmian 1739–1763
- Josef II. Philipp Franz Graf von Spaur 1763–1779
- Josef III. Adam Graf Arco 1780–1802
- Johann VI. Friedrich Graf von Waldstein-Wartenberg 1802–1812
- Simon Melchior de Petris 1812–1823 als Apostolischer Vikar
- Roman Franz Xaver Sebastian Zängerle 1824–1848
- Josef IV. Othmar von Rauscher 1849–1853
- Ottokar Maria Graf von Attems 1853–1867
- Johann VII. Baptist Zwerger 1867–1893
- Leopold IV. Schuster 1893–1927
- Ferdinand Stanislaus Pawlikowski 1927–1953
- Josef V. Schoiswohl 1954–1968
- Johann VIII. Weber 1969–2001
- Egon Kapellari 2001–2015
- Wilhelm Krautwaschl seit 2015